# Arqueología urbana

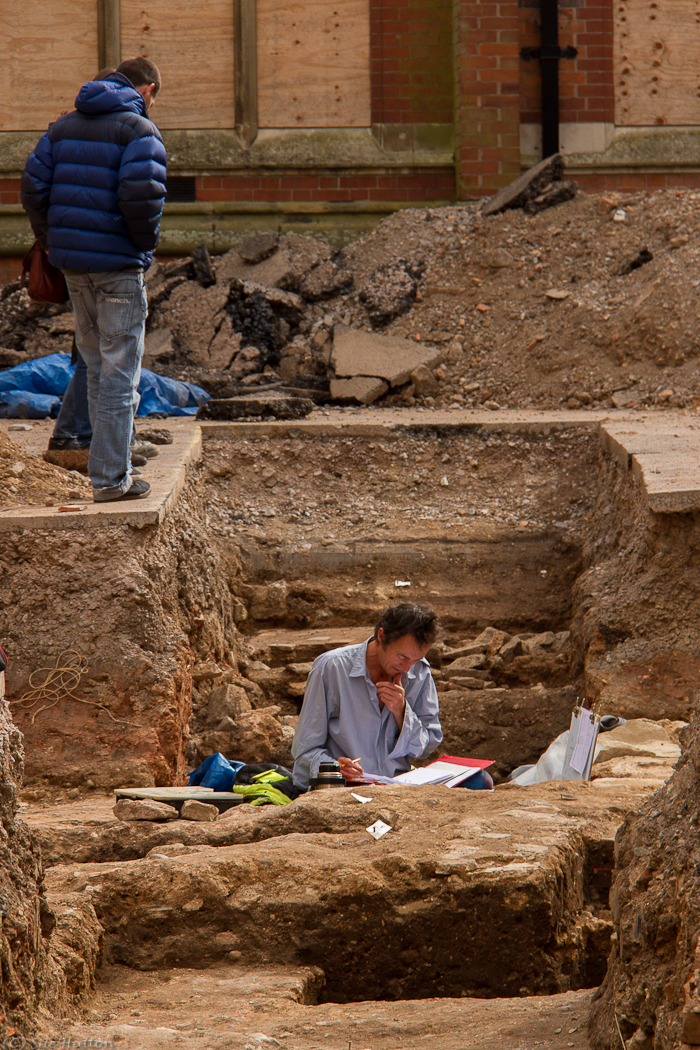
Arqueólogo trabajando en una excavación arqueológica en el aparcamiento de la antigua Escuela Alderman Newton en la ciudad de Leicester.

Arqueología urbana, es la práctica arqueológica en un medio urbano activo, una de sus peculiaridades es la gestión de la complejidad arqueológica en ciudades superpuestas.
La Arqueología urbana engloba cuatro aspectos indispensables: investigación, restauración, integración y difusión. Para conseguir esto, el sistema de registro tiene que estar unificado, tanto en excavación como para el estudio de los materiales.

## Historia de la disciplina
El desarrollo de excavaciones en el seno de ciudades activas, así como una sensibilidad cada vez mayor ante la destrucción de un subsuelo que debe ser objeto de estudios, obliga a los arqueólogos a justificar sus costosas y molestas actividades ante los ojos de aquellos que no comparten su entusiasmo ni participan en la importancia del tema.
En Tours se reunieron en 1980, más de cien investigadores especializados en arqueología urbana en torno a cuatro grupos de reflexión: la arqueología urbana como disciplina científica, las experiencias francesas de arqueología urbana, los medios de análisis y programación de la investigación para evaluar el patrimonio arqueológico urbano y en último lugar los procedimientos de intervención. Los organizadores de la reunión fueron Henri Galinie y Bernard Randoin, miembros fundadores del activo Laboratoire d’Archeologie Urbaine de Tours y autores en 1979 del primer estudio completo sobre la topografía histórica de esta ciudad francesa entendida como una sucesión de plantas por fases históricas reuniendo toda la información arqueológica disponible.
Aunque se trataba de una reunión de ámbito nacional francés se invitaron a diversos colegas británicos, holandeses y alemanes. A lo largo de los años setenta, las excavaciones arqueológicas en diversas ciudades inglesas habían sido el lugar de formación de muchos jóvenes arqueólogos franceses especializados en las épocas medieval y moderna. Las comunicaciones presentaron los trabajos en ciudades como la City de Londres, Oxford,  Ámsterdam, Sofía, Tours, Burdeos, Lyon, Orleans, Douai o Lübeck. También se presentaron síntesis sobre la arqueología en ciudades pequeñas, el patrimonio arqueológico urbano en Gran Bretaña, o la “erosión de la historia” en las ciudades holandesas.
Martin Biddle, nacido en 1937, era entonces un ya experto arqueólogo británico especializado en arqueología urbana de las épocas medieval, moderna y contemporánea. Sus excavaciones en la ciudad de Winchester durante casi 20 años, como las de Philip Barker en Wroxeter, habían marcado un camino a seguir como cantera de formación de buen número de arqueólogos que participaron en las mismas de forma voluntaria.
Los problemas del registro en las complejas estratigrafías urbanas habían permitido plantear nuevas formas de excavación en áreas abiertas, con una utilización más precisa y cotidiana de las planimetrías de detalle, la sustitución de los diarios de excavaciones por fichas normalizadas e incluso reflexiones particularmente brillantes de alguno de sus colaboradores como Edward C. Harris que por aquellos años revisaría los conceptos de la estratificación antrópica proponiendo un nuevo sistema de diagramas como método gráfico para la ordenación cronológica de las unidades estratigráficas en cada intervención.
Pero la gran novedad de los trabajos urbanos eran una nueva forma de actuación que abandonaba la Universidad y los Museos que desde el siglo XIX habían capitalizado la investigación arqueológica organizándose en Rescue Units y Trusts: equipos autónomos de investigación reunidos allá donde su presencia era necesaria financiados y controlados por acuerdos económicos y convenios firmados entre las autoridades locales, regionales, estatales, religiosas y privadas.
Martin Biddle:
“La perdida de la identidad urbana implica la pérdida de todos los puntos de referencia que permiten al individuo mantener lazos personales con el lugar en el que vive y trabaja, con la experiencia de su pasado. Esa pérdida constituye una amenaza para el individuo y para la sociedad misma”…

## Arqueología urbana en España
La arqueología urbana es una disciplina relativamente reciente que ha experimentado un intenso desarrollo en los últimos veinticinco años como consecuencia de la mayor demanda social de conocimiento y preservación del patrimonio cultural local y la reurbanización de los centros históricos.
Estas obras de infraestructura y construcción de nueva planta sobre la ciudad antigua en numerosas ocasiones contemplan la desaparición total de los registros arqueológicos de las ciudades precedentes y una pérdida irreparable de la información histórica. Ello ha traído parejo numerosas tensiones entre los intereses inmobiliarios, las administraciones públicas, la investigación arqueológica y la demanda ciudadana, equilibrio difícil de resolver de manera aceptable.
En 1985 se aprobó la Ley de Patrimonio Histórico Español, lo que abría nuevas perspectivas a la Arqueología española en general, y a la urbana en particular. Se sientan las bases para que se cumplan los nuevos objetivos que deben redundar en concebir la ciudad como un yacimiento único y, por tanto, debe existir un Proyecto Integral de Arqueología Urbana.
El Proyecto Integral engloba cuatro aspectos indispensables: investigación, restauración, integración y difusión. Para conseguir esto, es condición sine qua non que el sistema de registro esté unificado, tanto en excavación como para el estudio de los materiales.
Esto se puede lograr no sólo mediante el establecimiento de un criterio unificado, sino 
también con la coordinación única de los trabajos en la ciudad, aunque para ello no sea imprescindible que se trate de un cargo unipersonal, ya que lo puede asumir un equipo. 
Asimismo, es conveniente que exista una estrecha colaboración entre Arqueología y Urbanismo, o lo que es lo mismo, entre el coordinador del área de Intervención Arqueológica de la ciudad y la Gerencia de Urbanismo de los Ayuntamientos. Es altamente recomendable la comunicación y participación activa entre la Universidad y los responsables, ya sean personas o empresas, que puedan emprender estos trabajos.
El último escalón de todos estos esfuerzos lo constituye la difusión, estructurada en tres niveles: científica, divulgativo-pedagógica y patrimonial, cuyo colofón debe traducirse en programas de turismo cultural.
En el caso de Mérida, la Arqueología Urbana debe regirse por criterios estrictamente unificados, lo que redunda en el avance sobre el conocimiento de la evolución y singularidad de las ciudades superpuestas.
En el caso de Mérida, metodológicamente se instaura un sistema de excavación y documentación unificado. Para el proceso de excavación se sigue el método de registro Harris, mientras que en el apartado de la documentación se recogen diversos aspectos: el informe arqueológico, la documentación fotográfica y planimétrica, la ficha de la zona arqueológica excavada en la que figura la hoja del parcelario, la manzana y el solar en el que se interviene, el uso de las estructuras aparecidas, la cronología de las mismas, y su posible relación con otras ya contrastadas, y geográficamente próximas.
Todos estos datos son incluidos con posterioridad, en planos arqueo-cronológicos realizados a escala 1/1000 y 1/5000, de manera que la información siempre puede ser hallada y consultada rápidamente y, en su caso, completada si se acometiesen nuevas intervenciones.
Metodológicamente conviven los dos sistemas de excavación: el  Wheeler-Lamboglia y el método Harris, este último ganando cada vez más terreno al anterior.
Con la arqueología urbana nace también en España el ejercicio libre de la profesión arqueológica. Como cualquier actividad emergente el arqueólogo ha buscado su lugar en un entorno sujeto a tensiones caracterizado por la precariedad laboral y su posición entre la dimensión pública del patrimonio arqueológico y el interés privado del promotor inmobiliario, todo ello unido a una escasa regulación de la intervención y de normas deontológica que garanticen una actividad laboral de calidad.
El déficit de investigación de la denominada arqueología de gestión, en la que se incluyen las excavaciones urbanas, volcada en la solución de expedientes urbanísticos, aun cuando todos los profesionales son conscientes  de que la arqueología si no es investigación y posterior difusión de los resultados, deviene en una actividad sin justificación.
Un compromiso explícito de las administraciones públicas competentes como garantes ante la ciudadanía del destino del patrimonio cultural. La arqueología urbana en las ciudades españolas demanda un planeamiento urbanístico de protección y prevención comprometido que reduzca el número de excavaciones arqueológicas y permita concentrar los recursos de los promotores inmobiliarios en aquellas intervenciones claves para la interpretación histórica de la ciudad.
Paralelamente se requiere una mayor inversión pública en todo aquello relacionado con la posterior investigación y difusión de los resultados, lo que da verdadero sentido al trabajo arqueológico.
Pero la gran novedad de los trabajos urbanos eran una nueva forma de actuación que abandonaba la Universidad y los Museos que desde el siglo XIX habían capitalizado la investigación arqueológica organizándose en Rescue Units y Trusts: equipos autónomos de investigación reunidos allá donde su presencia era necesaria financiados y controlados por acuerdos económicos y convenios firmados entre las autoridades locales, regionales, estatales, religiosas y privadas.

## Arqueología urbana en América Latina
La arqueología histórica tuvo un desarrollo irregular en diferentes áreas dentro de América Latina.
Lourdes Domínguez y Pedro paulo Funari oponen las ciudades hispánicas a las portuguesas como dos tipos diferentes de acercamientos a la vida urbana. Las ciudades hispánicas eran planeadas, con estilo del Renacimiento, como grillas rectangulares, mientras las portuguesas continuaban las curvas de tipo medieval.
La popularidad de la Arqueología urbana es menor entre los arqueólogos de países que poseen fuertes raíces precoloniales y un prestigioso cuerpo de restos arqueológicos de las civilizaciones Indias, como es el caso de México, de Perú, de Ecuador. Lo mismo se aplica a países cuyas comunidades Indígenas mantienen hoy un fuerte sentido de identidad, como en Paraguay, donde un 90% de la población habla Guaraní.
Como la arqueología histórica se focalizó tradicionalmente en restos europeos, no es sorprendente que se halla desarrollado primero y principalmente en aquellos países cuyas identidades nacionales están en su mayoría fuertemente ligadas a Europa, notablemente Argentina, Uruguay, y Brasil.
A igual que en los Estados Unidos, la arqueología histórica ha sido la “arqueología de nosotros mismos”, la historia cultural de los descendientes de europeos.
Mientras en los Estados Unidos hay un énfasis en las discontinuidades percibidas entre los períodos premoderno y moderno, en los países del cono sur existen varias razones por las cuales un hiato como tal no prevalece, primero y principalmente, uno debe admitir, debido a una percepción subjetiva del pasado que enfatiza continuidad sobre cambio.
Diversos sitios urbanos han sido excavados, y aunque en la mayoría de los casos no es posible tratar de reconstruir el asentamiento urbano como un todo y sus cambios sobre el tiempo, las excavaciones han producido evidencia arqueológica que puede proveer una mejor comprensión de la vida en la ciudad de Latinoamérica.
Gracias a técnicas no destructivas, tales como las prospecciones de campo - superficie y el estudio de mapas antiguos y otros materiales iconográficos, ha sido posible proponer formas de comprender la cultura material urbana en una variedad de contextos históricos y geográficos diferentes.
América Hispánica fue fundada a través de ciudades, así es que dentro de los primeros cien años de colonización, ya existían 225 ciudades Hispánicas, alcanzando el impresionante número de 330 para el 1600. Estas ciudades obedecían las reglas establecidas por las leyes Españolas en relación con sus rasgos, la mayoría de los mismos fijaban un marco de ajedrez alrededor de la plaza central donde estaban situados los edificios más importantes de justicia, administración y religión. La distribución de la población en la ciudad también estaba regulada, de forma tal que vecinos, o ciudadanos, y habitantes, se asentaran en diferentes áreas.
La Corona portuguesa, mantuvo el patrón de asentamiento urbano medieval, en claro contraste con la introducción del moderno planeamiento del estado Español.
En el caso de La Habana, las excavaciones arqueológicas, en su ejecución, pueden dividirse en cuatro contextos principales, el civil, edificios públicos, el doméstico o donde viven las familias, el religioso en el que pueden estar las iglesias y los conventos y las construcciones militares muy especialmente castillos, baluartes y baterías.
En algunos casos se opone la arqueología histórica y urbana, frente al resto de la arqueología, considerado trabajo de arquitectos y de historiadores, negando así uno de los campos de la investigación arqueológica del mundo moderno.

## Entradas relacionadas
- Centro de Arqueología Urbana
- Arqueología de la Arquitectura
- Estratigrafía arqueológica

- Datos: Q839006